# Pijnacker
Pijnacker – miejscowość  w Holandii w prowincji Holandia Południowa, położona w sąsiedztwie Rotterdamu, Nootdorp, Delft i Zoetermeer. 
Miasto jest od 2002 roku częścią gminy Pijnacker-Nootdorp, zaś wcześniej było samodzielną jednostką gminną.

## Podział administracyjny
- Centrum
- Koningshof
- Pijnacker-Noord
- Klapwijk
- Tolhek
- Keijzershof
- Ackerswoude (osiedle mieszkaniowe)
- Tuindershof (osiedle mieszkaniowe)

## Galeria

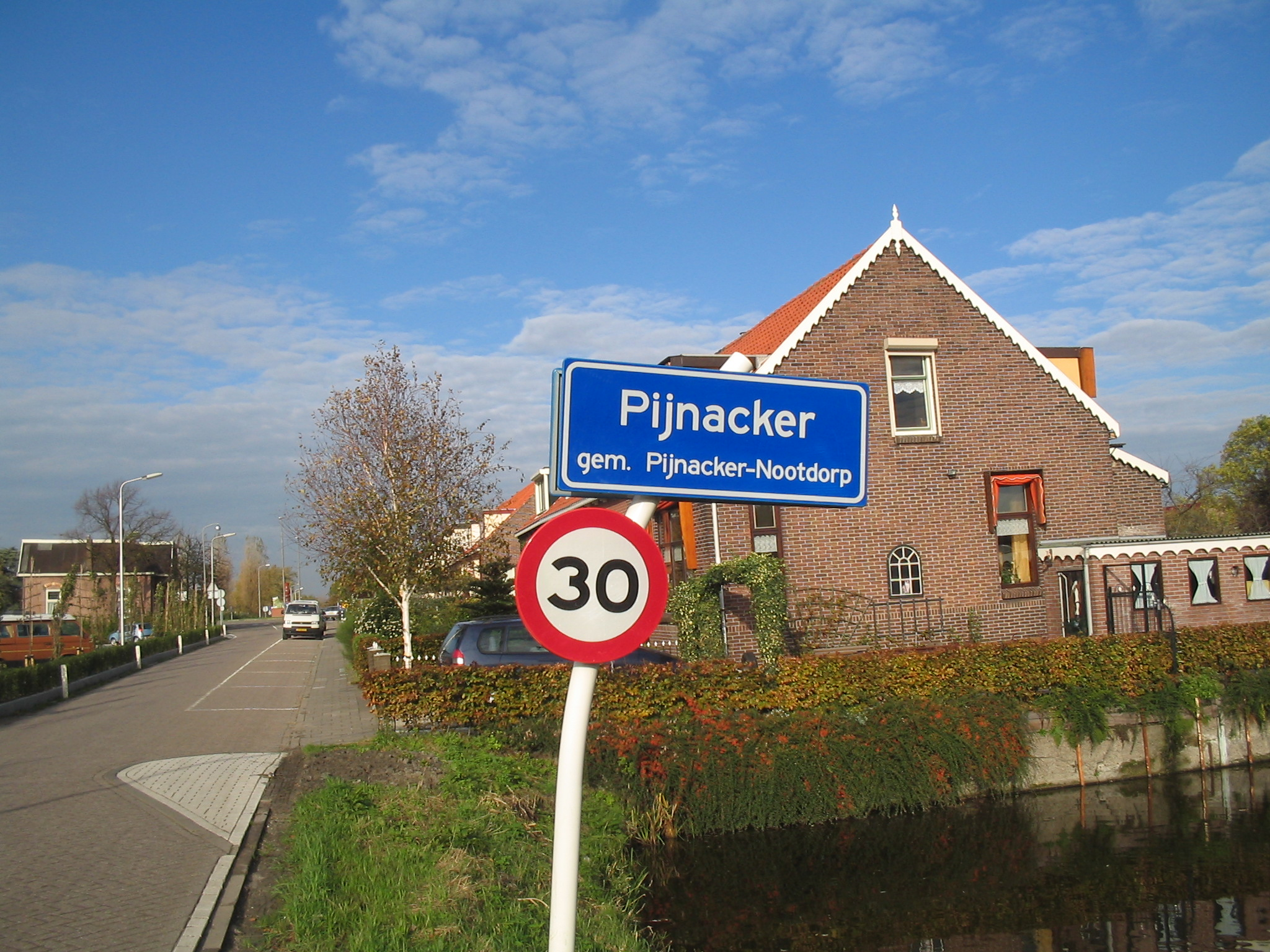
Pijnacker
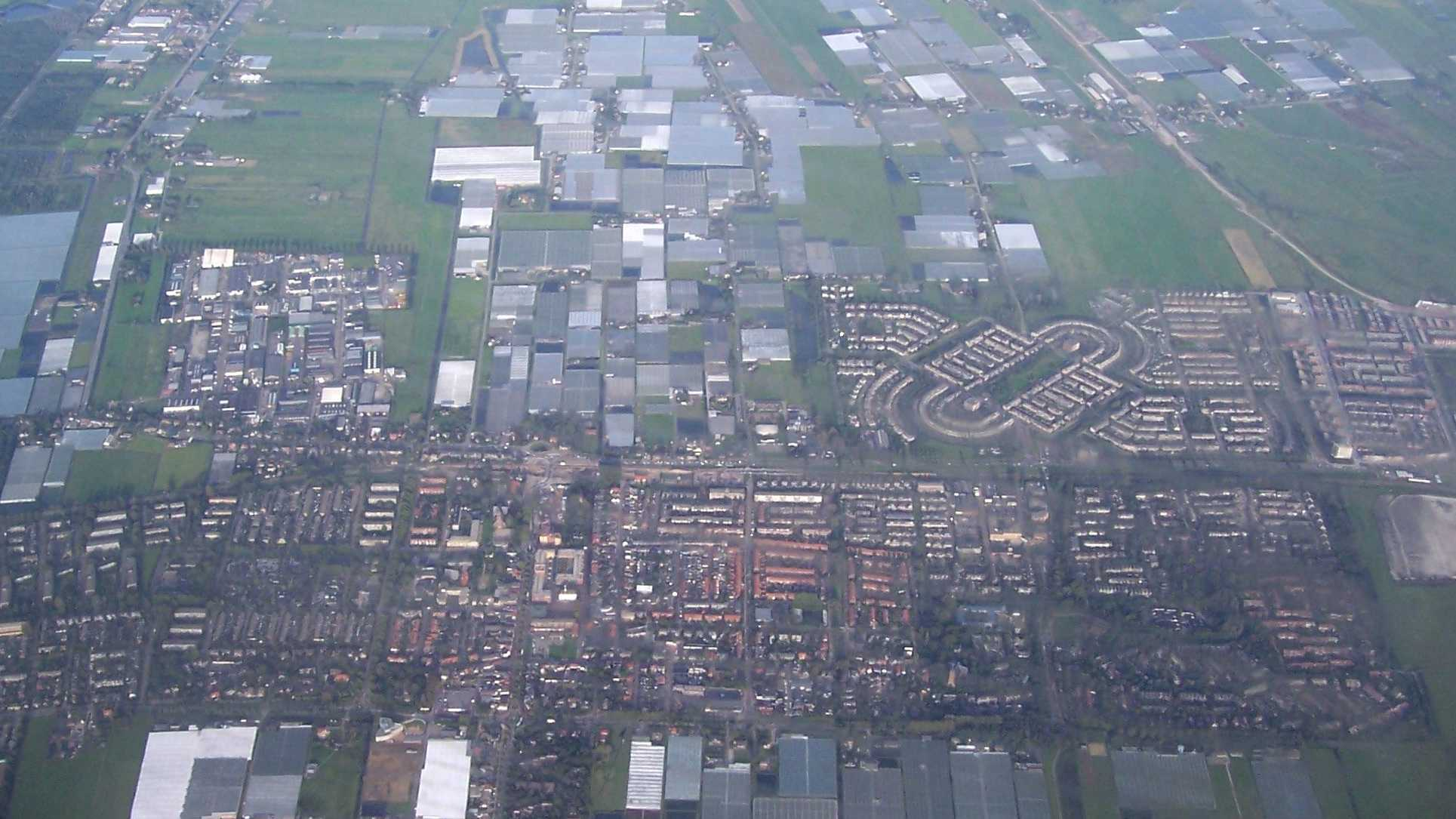
Pijnacker z lotu ptaka
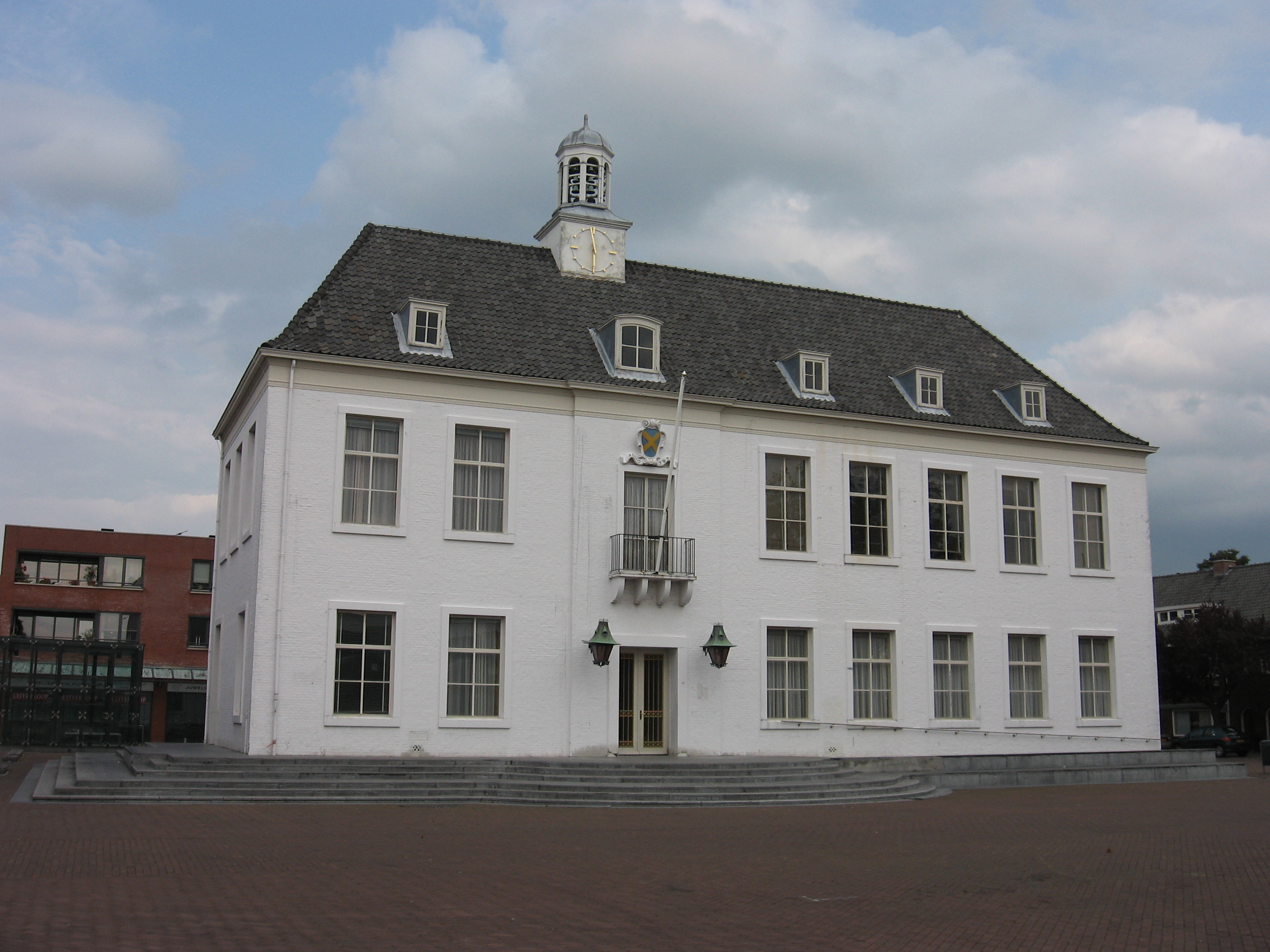
Urząd miasta
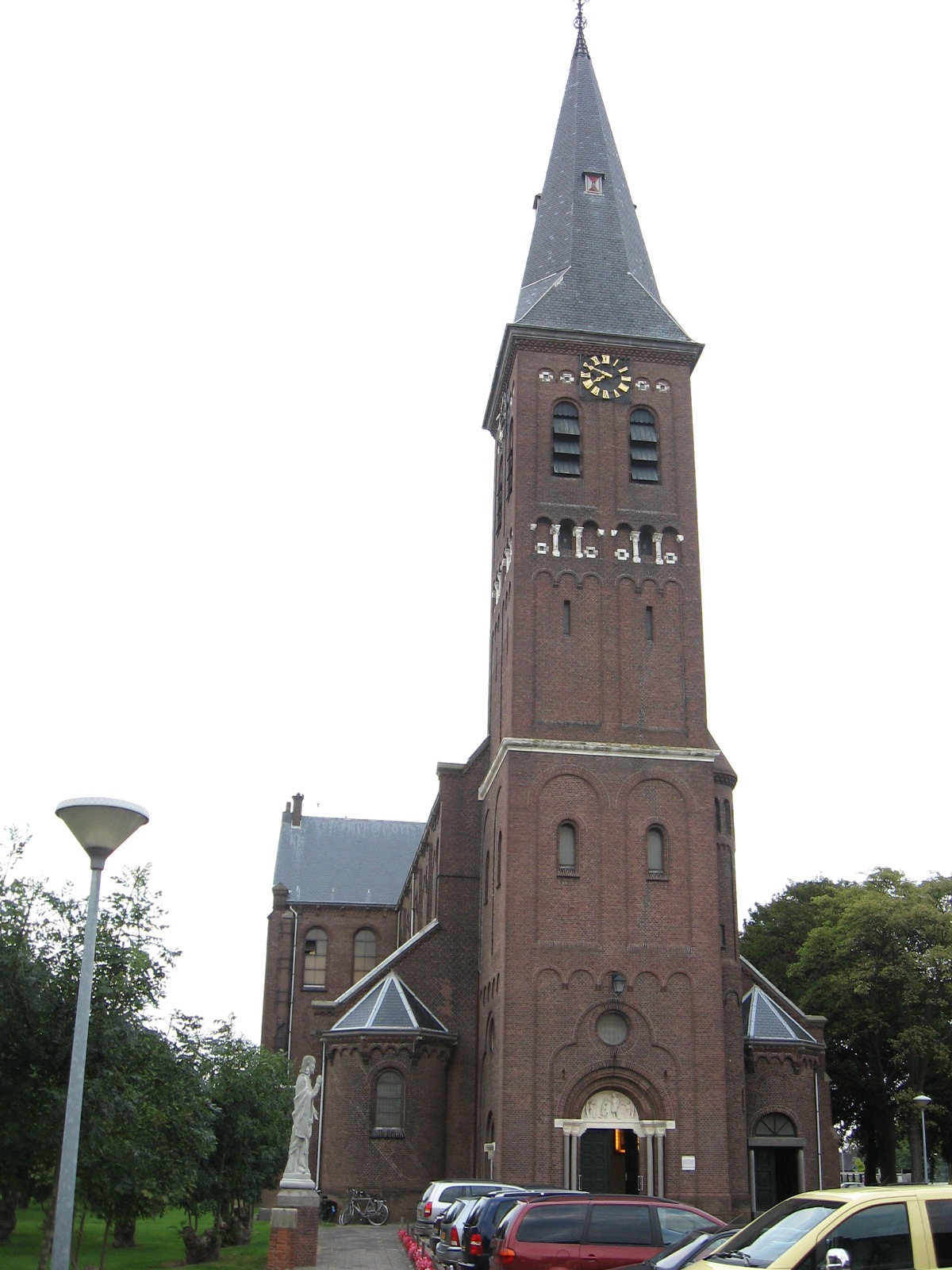
kościół pw. Jaan Chrzciciela